# Melville (Luisiana)
Melville es un pueblo ubicado en la parroquia de St. Landry en el estado estadounidense de Luisiana. En el Censo de 2010 tenía una población de 1041 habitantes y una densidad poblacional de 312,3 personas por km².

## Geografía
Melville se encuentra ubicado en las coordenadas 30°41′31″N 91°45′2″O / 30.69194, -91.75056. Según la Oficina del Censo de los Estados Unidos, Melville tiene una superficie total de 3.33 km², de la cual 3.25 km² corresponden a tierra firme y (2.41%) 0.08 km² es agua.

## Demografía
Según el censo de 2010, había 1041 personas residiendo en Melville. La densidad de población era de 312,3 hab./km². De los 1041 habitantes, Melville estaba compuesto por el 45.92% blancos, el 52.55% eran afroamericanos, el 0.19% eran amerindios, el 0.19% eran asiáticos, el 0% eran isleños del Pacífico, el 0.19% eran de otras razas y el 0.96% pertenecían a dos o más razas. Del total de la población el 1.83% eran hispanos o latinos de cualquier raza.